# L'ora giusta/Te l'ho scritto con le lacrime
L'ora giusta/Te l'ho scritto con le lacrime è un singolo della cantante italiana Orietta Berti, pubblicato nel 1971 dalla casa discografica Polydor.

## Descrizione
La cantante emiliana, avrebbe dovuto partecipare al Festival di Sanremo 1971 con il brano L'ora giusta, però a causa di alcuni problemi dovette cedere il brano alle esordienti Edda Ollari e Lorenza Visconti che cantarono senza successo.
Il brano non è stato squalificato dalla manifestazione, nonostante Orietta Berti lo cantò una domenica prima di iniziare il Festival di Sanremo nel corso del programma Prossimamente, programmi per sette sere.
Entrambi i brani sono contenuti nel album Orietta.

## Tracce
1. L'ora giusta (Alberto Baldan Bembo, Corrado Conti, Daniele Pace, Gianni Argenio e Mario Panzeri)
2. Te l'ho scritto con le lacrime (Alberto Baldan Bembo, Aldo Cazzulani, Daniele Pace e Mario Panzeri)